# Leerdam Sport '55
Leerdam Sport '55 is een amateurvoetbalvereniging uit Leerdam, gemeente Vijfheerenlanden, provincie Utrecht, Nederland. Het standaardelftal is actief in de Vierde klasse zaterdag (seizoen 2021/22) van het KNVB-district Zuid-I. De thuishaven is het eigen sportpark, Sportpark Leerdam Sport genaamd.
De club is opgericht in 1955 na een fusie tussen VV Leerdam en LSV (Leerdamsche Sportvereniging Voorwaarts). Hierbij werd het oprichtingsjaar van VV Leerdam 1912 aangehouden.

VV Leerdam werd in 1912 onder de naam Sparta opgericht en veranderde hun naam in 1917 naar VV Leerdam.

LSV werd in 1890 opgericht als Voorwaarts en veranderde in 1918 naar LSV.
Tijdens de receptie ter ere van het 100-jarig bestaan van Leerdam Sport ontving de vereniging het predicaat Koninklijk.
Uit handen van burgemeester Molkenboer ontving voorzitter John Boekelman de Koninklijke erepenning, toegekend namens Hare Majesteit de Koningin

## Historie
Op 25 februari 1912 kwamen enkele toenmalige hutters bijeen, zij werkten in de glasblazerij, voor het oprichten van een voetbalvereniging. Ze besloten dat de naam van de vereniging Sparta moest zijn.      
Dit gebeurde in een economische periode die voor velen zeer moeilijk was. Echter met vereende krachten schiepen de oprichters de mogelijkheid om mensen uit de arbeidersklasse de mogelijkheid te bieden voor het spelen van het voetbalspel.
Een speelveld had men niet en daarom besloten ze te gaan voetballen op de openbare weg; op het Oranjeplein. Na diverse omzwervingen om een voetbalveld te vinden, kreeg men in 1913 toestemming om gebruik te maken van de accommodatie van v .v. Wilhelmina. Dat speelveld lag op de hoek Lingedijk/Lingestraat. De accommodatie had wel enkele problemen: er stond geen gras op het veld en er was geen kleedgelegenheid.
De leden van Sparta wilden niet ondankbaar zijn, want ze waren blij dat ze gebruik mochten maken van het speelveld. De spelers kleden zich thuis om en de bezoekers moesten zich omkleden in Restaurant Het Hof van Holland aan de Singel.
In 1920 kwam in de samenwerking voor het gebruik van de velden een einde. Het toenmalige bestuur wist een weide te bemachtigen aan de Tiendweg. Nog in hetzelfde jaar werd door zelfwerkzaamheid van de leden het veld speelklaar gemaakt en werd op 9 oktober de eerste wedstrijd gespeeld tegen S.V.W uit Gorinchem. Ook hier was geen kleedgelegenheid, maar café de Sport aan de Tiendweg gaf de oplossing: men mocht zich daar verkleden en wassen, alleen met koud water.
Wat andere verenigingen toen in die tijd niet aandurfden, durfden de bestuursleden wel aan. Men kocht in 1925 de grond aan de Tiendweg.
Het was een gedurfde aankoop, maar naar later zou blijken de eerste aanzet van wat er tot 2020 in eigendom was. Het duurde nog tot eind 1934 voordat het nieuwe complex klaar was; een speelveld, twee kleedkamers en een kleedkamer voor de scheidsrechter.
Het was het rijke bezit van Sparta.
Een donkere periode voor Sparta was de oorlogstijd 1940-1945.
De vereniging werd van hun eigendommen verdreven en tal van leden werden op transport gesteld naar Duitsland. In die donkere periode werd er wel gevoetbald, alleen dat gebeurde op het veld van Voorwaarts. Na de bevrijding op 5 mei 1945 ging men weer terug naar de eigen accommodatie aan de Tiendweg. Wat men aantrof was verschrikkelijk. Op het speelveld was een bunker gebouwd en de kleed accommodatie was helemaal verwoest. Met hamers en beitels gingen de leden van Sparta de bunker te lijf. De groep noemde zich A.B.C, het betekende: de Anti Baliekluivers Club. Zij kregen het voor elkaar om alles te herstellen, zoals het voorheen was.
Na de oorlogstijd brak een glorieperiode aan, want de vereniging bleef groeien en er moest een extra speelveld bijkomen. Een overdekte zittribune stond ook hoog op het verlanglijstje van de toenmalige bestuurders en die tribune kwam er, wederom door veel zelfwerkzaamheid.
De oplossing voor het extra veld kwam door gebruik te maken van het Sportvreugd-veld, gelegen aan de Lingedijk naast het dierenasiel.
In 1955 besloten de vereniging Sparta samen te gaan met Voorwaarts.
De nieuwe voetbalvereniging kreeg de naam: Leerdam Sport ‘55.
De locatie was geen ideale situatie en het zou tot 1972 duren voordat de vereniging ging verhuizen naar de velden aan de Q. de Palmelaan. Ook deze accommodatie is door zelfwerkzaamheid gerealiseerd en de toenmalige bestuurders waren bijzonder trots toen op 27 februari 1972, tijdens het 60-jarig bestaan van de vereniging, Staatssecretaris Henk Vonhoff de officiële opening verrichtte. Al snel bleek dat de accommodatie een van de mooiste was van Nederland.
Tal van belangrijke wedstrijden werden er gespeeld. Trots is de vereniging op de interlandwedstrijd van het Nederlands militair elftal tegen het Belgisch militair elftal die er op 6 december 1972 gespeeld werd.
Ook trad de vereniging regelmatig op als gastheer van het Nederlands Amateurteam.
Tot op heden spelen de teams op dezelfde locatie, echter zal er in 2021 een nieuw complex gerealiseerd zijn op een naastgelegen terrein.

## Competitieresultaten 2001–2021 (zaterdag)
| 11 4E |

| 11 4D |

| 12 4C |

|  |

|  |

|  |

|  |

| 12 4C |

| 8 4D |

| 8 4D |

| 3 4D |

| 1 3C |

| 2 2F |

| 14 1A |

| 9 2F |

| 13 2F |

| 9 3D |

| 14 3C |

| 7 4D |

| 11 4E |

| Eerste klasse | Tweede klasse | Derde klasse | Vierde klasse |

## Competitieresultaten 1956–2007 (zondag)
| 2 2B |

| 6 2B |

| 3 2B |

| 7 2A |

| 7 2B |

| 9 2B |

| 10 2B |

| 8 2B |

| 12 2B |

| 10 3D |

| 2 3D |

| 1 3D |

| 10 2B |

| 7 2B |

| 7 2B |

| 9 2B |

| 3 2B |

| 13 2B |

| 8 3D |

| 4 3D |

| 7 3D |

| 2 3D |

| 5 3D |

| 12 3D |

| 3 4G |

| 4 4H |

| 5 4H |

| 3 4H |

| 2 4H |

| 12 3D |

| 4 4H |

| 3 4H |

| 3 4H |

| 2 4H |

| 3 4H |

| 10 4D |

| 6 4H |

| 7 4H |

| 2 4H |

| 5 4H |

| 7 4H |

| 4 4C |

| 11 4C |

| 6 5F |

| 1 5C |

| 8 4C |

| 9 4C |

| 9 4C |

| 11 4C |

| 4 5E |

| 4 5E |

| 6 5E |

| Tweede klasse | Derde klasse | Vierde klasse | Vijfde klasse |

### Competitieresultaten VV Leerdam 1921–1955 (zondag)
| 6 3F |

| 4 3F |

| 7 3I |

| 2 3D |

| 5 3B |

| 3 3D |

| 6 3D |

| 3 3D |

| 4 3D |

| 3 3D |

| 4 3D |

| 2 3C |

| 3 3D |

| 5 3D |

| 1 3E |

| 2 3E |

| 2 3E |

| 7 3D |

| 6 3D |

| 2 3? |

| 7 3D |

| 3 3E |

| 5 3E |

| 4 3E |

|  |

| 1 3G |

| 2 3D |

| 1 3B |

| 6 2B |

| 9 2A |

| 7 2A |

| 9 2B |

| 10 2B |

| 10 2A |

| 6 2B |

1932: vv Leerdam (2e) eindigde met gelijk puntentotaal als CVV Vriendenschaar (1e) in 3C (West-II). Vriendenschaar won de beslissingswedstrijd met 7-1..
| Tweede klasse | Derde klasse |

### Competitieresultaten LSV 1921–1955
| 3 3C |

| 2 3C |

| 3 3I |

| 1 3D |

| 8 2A |

| 7 2A |

| 9 2B |

| 10 2B |

| 6 3C |

| 3 3D |

| 8 3D |

| 8 3C |

|  |

| 3 4F |

| 2 3E |

| 3 3E |

| 6 3E |

| 3 3D |

| 7 3D |

| 5 3? |

| 5 3D |

| 4 3E |

| 6 3E |

| 7 3E |

|  |

| 6 3G |

| 5 3E |

| 7 3E |

| 8 3E |

| 1 4J |

| 10 3D |

| 12 3D |

| 7 4H |

| 2 4H |

| 2 4H |

| Tweede klasse | Derde klasse | Vierde klasse |

In elke staaf van de grafiek staat van boven naar beneden vermeld: 
- Eindnotering

Dit is de positie die de club heeft bereikt in de competitie, zonder eventuele beslissings-, play-off- of nacompetitiewedstrijden die nodig zijn geweest om bijvoorbeeld de kampioen van de competitie te bepalen.
Indien een * achter het getal staat is de notering een tussenstand en kan het zijn dat de notering niet overeenkomt met de uiteindelijke eindstand van de competitie.
Staat er een - dan is het seizoen nog bezig en is er geen definitieve uitslag bekend.
Staat er xx op de positie van de notering, dan heeft de club vroegtijdig de competitie verlaten. Dit kan onder andere komen door terugtrekking van het team, faillissement van de club of door een uitgedeelde straf van de KNVB. In veel gevallen staat elders in het artikel de reden vermeld.
Staat er een ? dan is het resultaat uit het verleden onbekend, en is alleen de competitie of het niveau bekend van dat seizoen.
In de seizoenen 2019/20 en 2020/21 werd wegens de coronacrisis het amateurvoetbal afgebroken. Daardoor kennen deze staven geen eindklassering (middels -- weergegeven).
- Competitieniveau en afdelingsletter of Officiële eindstand Eredivisie
  - Competitieniveau en afdelingsletter

Hierbij geeft het getal het niveau weer, dat ook terug te vinden is in de legenda. De letter is de afdelingsaanduiding en wordt gebruikt wanneer er meer afdelingen zijn op hetzelfde niveau. De afdelingsletter is altijd een hoofdletter en wordt meestal zonder nummer gebruikt.
Voorbeeld: 2F is niveau 2e klasse competitie F.
Het competitieniveau en nummer wordt niet vermeld wanneer er slechts één competitie van dit niveau was.
  - Officiële eindstand Eredivisie (getal staat tussen haakjes vermeld)

Sinds de introductie van play-offwedstrijden voor Europees voetbal na afloop van de reguliere competitie in 2005/06, is de KNVB verplicht een eindstand van de Eredivisie door te geven aan de UEFA aan de hand van deze play-offwedstrijden.
Bij deze eindstand staan clubs die zich hebben gekwalificeerd voor Europees voetbal hoger dan clubs die zich niet wisten te kwalificeren. Indien er geen verschil was tussen de eindnotering en de officiële eindstand, staat dit getal niet vermeld.

- Onderafdeling

Hier staat afgekort de naam van de onderafdeling indien de club in dat jaar in een onderafdeling uitkwam. Tevens staat deze afkorting in de legenda en wordt gelinkt naar het artikel over deze onderafdeling. Deze afkorting wordt alleen vermeld wanneer de club in het verleden in verschillende onderafdelingen heeft gespeeld. Deze vermelding is in de staaf altijd in kleine letters. Deze onderafdelingen zijn na het seizoen 1995/96 afgeschaft. Heeft de club in slechts één onderafdeling gespeeld, dan is dit alleen terug te vinden in de legenda.
Onder de staaf staat het jaartal vermeld waarin het seizoen is afgesloten. 15 verwijst naar het seizoen 2014/15 of eventueel het seizoen 1914/15.
Wanneer een staaf leeg is, zijn deze gegevens niet bekend. Het kan ook zijn dat de club dat seizoen niet heeft meegespeeld op het hogere amateurniveau, vroegtijdig de competitie heeft verlaten of uit de competitie is gezet.

In het seizoen 1944/45 was er wegens de Tweede Wereldoorlog geen regulier competitievoetbal.

## Bekende (oud-)trainers
- Nol de Ruiter